# George Neville Russell
George Neville Russell, britanski general, * 1899, † 1971.